# Tianzhushan

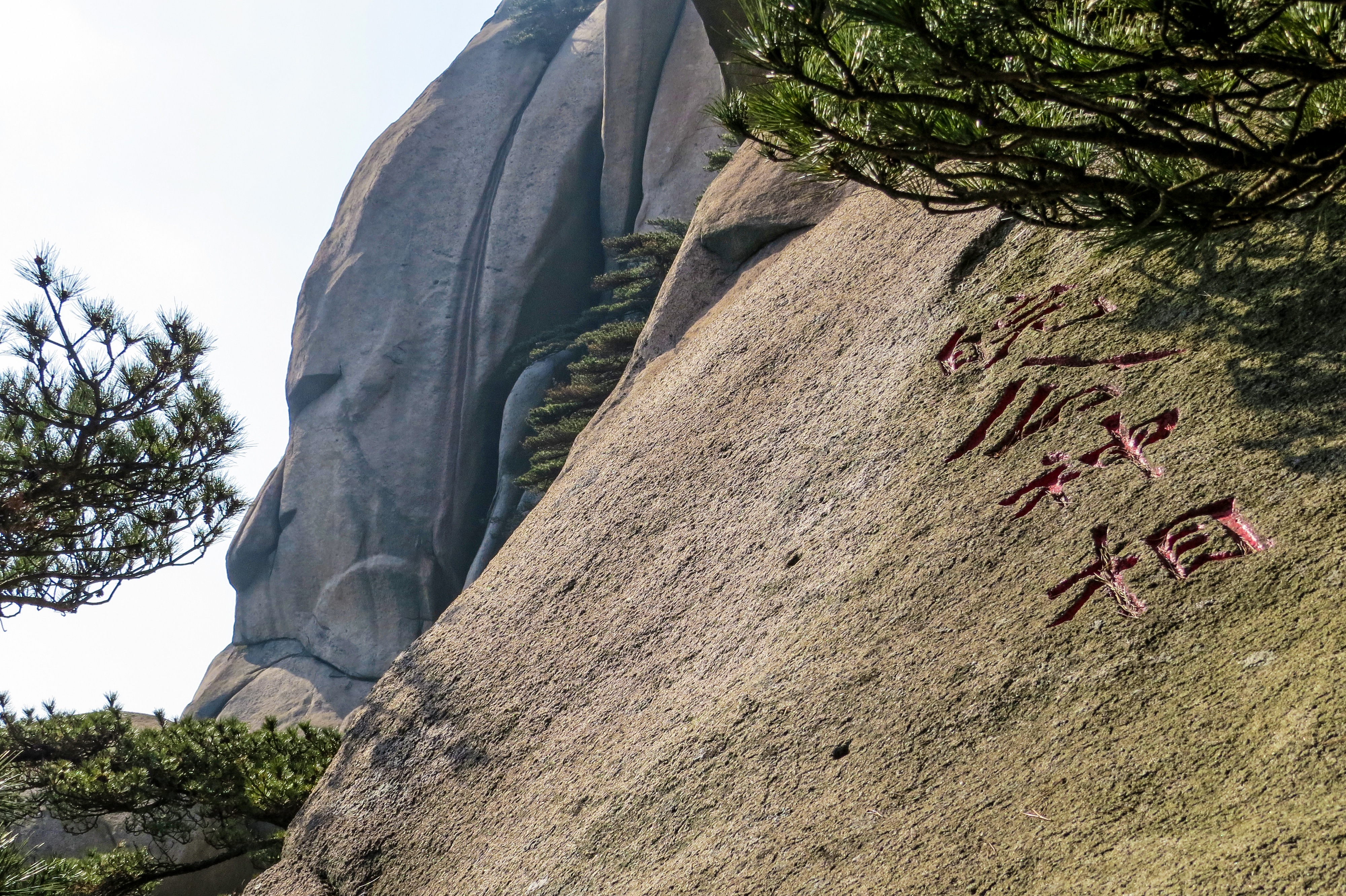
Felsformation und -inschrift im Tianzushan

Der Tianzhushan oder Tianzhu-Berg (chinesisch 天柱山, Pinyin Tiānzhù Shān – „Himmelssäulen-Berg“) ist ein Bergmassiv im Gebiet der kreisfreien Stadt Qianshan der bezirksfreien Stadt Anqing in der chinesischen Provinz Anhui. Er liegt im Zentrum eines Naturschutzgebietes.

## Beschreibung
Der Tianzhushan liegt inmitten einer Berglandschaft mit 47 Gipfeln, die eine Höhe über 1000 Meter erreichen. Der Hauptgipfel ist 1760 Meter hoch. Die Landschaft umfasst Granitgipfel, Wasserfälle, Quellen, zahlreiche Höhlen, sowie im Umfeld zwei Flüsse, Qianhe und Wanshui. Das Klima ist nebelig-feucht mit durchschnittlich 150 Regentagen und einem Jahresniederschlag von bis zu 1900 mm. Die Gegend gilt als geologisch und geohistorisch interessant, da sie Fossilien und eine Ansammlung von metamorphem, sehr dichtem Eklogit-Gestein aufweist, wie es selten in aufgeschlossener Form an der Erdoberfläche zu finden ist. Die Granitformationen des Tianzhushan entstanden im Mesozoikum. Seit dieser Zeit wurden sie wesentlich durch geologische Prozesse entlang der Tancheng-Lujiang-Störungszone (郯庐断裂带,  Tánlú Duànliè dài) beeinflusst und geformt. Verglichen mit den bis zum Jahr 2008 weltweit gefundenen 28 Stätten, an denen sich unter hohem Druck entstandene Gesteine finden, gilt die Zone des Sulu-Dabieshan-Gürtels, zu der auch der Tianzhushan gehört, als die größte.
Die Gegend ist durch ihre pittoresken Felsformationen und die abwechslungsreiche Landschaft zu einem Ziel von Touristen geworden. Kulturhistorisch ist die Region von Interesse, da hier die Fundstätte Xuejiagang (薛家岗), liegt, die bislang einzige Ausgrabungsstätte für neolithische Kultur in Anhui. Zudem gilt die Region als eine „Wiege der Hui-Kultur“. Der auf dem Tianshan gelegene Sanzu-Tempel (三祖寺,  Sānzǔ Sì – „Tempel des dritten Patriarchen“), dessen Anfänge auf das 5. Jahrhundert zurückgehen und der im Laufe der Geschichte vielfach zerstört, wiederaufgebaut und umgebaut wurde, spielte eine bedeutende Rolle bei der Vermittlung des Buddhismus in der Region.
Im Bereich des Tianzhushan finden sich Felsinschriften, die 1173 Jahre (822–1995) und alle darin eingeschlossenen Zeitalter (Tang-, Song-, Yuan-, Ming- und Qing-Dynastie, die Republik China und die Gegenwart) überspannen.

## Geopark und Welterbe-Antrag
Das Gebiet um den Tianzhushan erhielt im Laufe der Jahre einen immer höheren Schutzstatus. 1982 wurde es zu einem Nationalen Waldpark erhoben, 2005 zu einem Nationalen Geopark und 2011 zu einem Globalen Geopark. Am 20. Januar 2013 wurde das Gebiet um den Tianzhushan von der Volksrepublik China zur Einschreibung in das UNESCO-Welterbe nominiert. Das nominierte Gebiet umfasst 338,02 km², einschließlich 225,3 km² Pufferzone. Zur Begründung wurden die Welterbe-Kriterien (ii), (iii), (v), (vi), (vii), (viii) angeführt. Das zum Welterbe nominierte Gebiet unterteilt sich in zwei Bereiche. Der nördliche, 102,72 km² umfassende Bereich enthält Granitformationen, während der südliche, etwa 10 km² umfassende Bereich metamorphe Gesteine, paläontologische Fossilien und die Xuejiagang-Fundstätte umfasst.